# 小行星46610
B612（46610 Bésixdouze）是太陽系中的一顆小行星。在火星和木星間的小行星帶軌道中公轉。「Bésixdouze」這個名稱是從B612的法語發音"bé six douze"而來的。

## 發現
1993年10月15日，圓舘金和渡邊和郎在北見市發現了這顆小行星。

## 命名
2003年，在 F. Hemery and Jiří Grygar 的提案下命名，其名稱來自法國小說家安托万·德·圣埃克苏佩里在1943年所著的《小王子》，書中表明小王子的故鄉是（虛構的）小行星「B612」。而小行星序號46610以16進制表示就是B612，法語中B念作bé、6念作six、12念作douze。此外，小行星的名字中不使用數字、原則上也不使用空格。

## 《小王子》作品中的B 612
在小王子一書中，小行星B 612（原書中英數字間帶有空格）是在1909年被一位土耳其的天文學者在一夜的觀測中發現。而書中主角的這個「我」則確信小王子來自B 612。
在小王子的行星上，有一個比行星稍小的屋子，三座火山、巴歐巴樹苗及他所擁有的一朵玫瑰花。

## 相關項目
- 小行星列表/46001-47000
- 小王子

## 外部連結
- (46610) Bésixdouze 的軌道（英語） （页面存档备份，存于）